# Socialistična partija Slovenije
Socialistična partija Slovenije (kratica SPS) je izvenparlamentarna politična stranka v Republiki Sloveniji. Ustanovljena je bila 25. maja 2016, ustanovni kongres pa je potekal v Vili Bled, nekdanji rezidenci maršala SFRJ Josipa Broza - Tita. Sedež ima v Kamniku, na Ulici Jakoba Zupana 7.
Temelji na vrednotah narodnoosvobodilnega boja v drugi svetovni vojni in Titovega samoupravnega socializma, zavzema se za izstop iz EU, zveze NATO, nacionalizacijo in sodelovanje s slovanskimi narodi na principu panslavizma. Kot strateške cilje SPS navaja krepitev sodelovanja z Rusko federacijo in Ljudsko republiko Kitajsko, prepoved GSO, ponovno uvedbo vojaškega roka in ohranjanje Titovih političnih tradicij.

## Zgodovina

### Državnozborske volitve 2018
Državnozborske volitve 2018 so bile 3. junija 2018. SPS je svojo udeležno na volitvah preko svoje uradne spletne strani in socialnih omrežij napovedala 15. aprila 2018 in ob tej priliki objavila tudi predvolilni plakat. 3. maja 2018 je na Državno volilno komisijo liste vložila v vseh volilnih enotah razen volilne enote Maribor.
Kandidati stranke so skupaj prejeli 1.551 glasov (0,17 % volilnih upravičencev), s čimer se stranki ni uspelo uvrstiti v Državni zbor.

### Lokalne volitve 2018
SPS je kandidature vložila v štirih občinah, in sicer v Mestni občini Ljubljana, Občini Log-Dragomer, Občini Hrastnik, Občini Grosuplje.

#### Mestna občina Ljubljana
V MOL je SPS za župana predlagala Matjaža Bidovca, za člana mestnega sveta pa Matjaža Bidovca in Nino Sonio Kovačič. Žreb je županskemu kandidatu SPS, Matjažu Bidovcu določil številko 7 na glasovnici.
Kandidatu za župana, Matjažu Bidovcu, so volivci v MOL namenili 284 glasov, kar predstavlja 0,28 % vseh oddanih glasov v tej občini. S tem rezultatom se je med županskimi kandidati uvrstil na 9. mesto po številu glasov, vseh kandidatov je bilo 10. Listi kandidatov SPS za mestni svet so volivci v Ljubljani namenili 267 glasov, kar je predstavljalo 0,27 % oddanih glasov in jo uvrstilo na 19. mesto med 21. 

#### Občina Log-Dragomer
V Občini Log-Dragomer je SPS za župana predlagala Tadeja Trčka, ki je trenutni generalni sekretar stranke. Za člana občinskega sveta je v volilni enoti 1 SPS prav tako predlagala Tadeja Trčka.
Kandidat za župana, Tadej Trček, je prejel 165 glasov, kar predstavlja 9,29 % vseh oddanih glasov. S tem rezultatom, se je uvrstil na zadnje - tretje - mesto med vsemi kandidati za župana v tej občini. Listo kandidatov za mestni svet je SPS vložila le v volilni enoti 1, tu so prejeli 25 glasov, kar predstavlja 2,50 % oddanih glasov v tej volilni enoti. s tem rezultatom je lista SPS zasedla 10. mesto od 12.

#### Občina Hrastnik
V Občini Hrastnik je SPS za župana predlagala Darka Šrenka, ki v tej občini hkrati kandidiral za občinskega svetnika.
V prvem krogu je kandidat za župana, Darko Šrenk, prejel 35 oz. 0,84 % oddanih glasov. S tem rezultatom se je uvrstil na zadnje, 7. mesto, med županskimi kandidati in se ni uvrstil v 2. krog. Lista kandidatov za mestni svet je prejela 22 glasov oz. 0,53 % oddanih glasov. S tem rezultatom se je lista uvrstila na zadnje, 13. mesto.

#### Občina Grosuplje
V Občini Grosuplje je SPS za župana predlagala Florjana Foucha, ki je bil hkratni predlog SPS za kandidata za občinskega svetnika, vendar je bila kandidatura zavrnjena, saj ni bila skladna z zakonom in ustavo.

### Volitve v parlament EU 2019
SPS na volitvah v EU parlament ni sodelovala, prav tako SPS ni zbirala podpisov za podporo listi kandidatov.

### Državnozborske volitve 2022
Socialistična partija Slovenije, za državnozborske volitve 2022 ni oddala liste kandidatov na Državno volilno komisijo. Kljub temu je stranka pred volitvami odprla poseben transakcijski račun, ki je namenjen za zbiranje vseh sredstev za financiranje kampanje ter za poravnavo vseh stroškov v zvezi z le-to.

### Lokalne volitve 2022
SPS je na lokalnih volitvah 2022 vložila 1 kandidaturo. 

#### Občina Ajdovščina
V občini Ajdovščina je SPS vložila kandidaturo 77-letnega Marjana Poljšaka za župana. Poljšak je že bil župan Ajdovščine med leti 2000 in 2014. Liste kandidatov za občinski svet niso vložili. Dosegel je 4,9% glasov in se s tem uvrstil na 3. mesto med štirimi kandidati.

## Stališča

### Program
SPS nasprotuje liberalizaciji oziroma privatizaciji šolstva in zdravstva po osamosvojitvi Slovenijie, zato se zavzemajo za nacionalizacijo obeh področij. Zavzemajo se tudi za ureditev področja alternativnega komplementarnega zdravljenja in psihoterapije, saj sta ti dve področji po mnenju SPS popolnoma neurejeni.
Minimalna plača bi morala znašati 1.000€, razmerja plač pa bi omejili na razmerje ena proti pet. Znižali bi davek na delo in zvišali davek na dobiček. Uzakonili bi nedelje in praznike kot dela proste dneve. Pokojnine bi se usklajevale z letno stopnjo inflacije, starostno mejo za upokojitev pa bi znižali. 
Najprej polpredsedniški, nato skupščinski sistem
Prepričani so, da je za mir v našem prostoru nujno potreben izstop iz zveze NATO, Slovenija pa naj za svojo varnost znova poskrbi z naborniškim sistemom. Prav tako se zavzemajo za izstop iz Evropske unije (EU).
Spremenili bi ustavo in uvedli polpredsedniški sistem, zaradi katerega naj bi lahko »zadeve reševali odločneje in hitreje, saj ni potrebno soglasje političnih strank«. Po »stabilizaciji« države pa v SPS predlagajo uvedbo skupščinskega sistema. »V skupščinskem sistemu bi tako vsak okraj volil poslanca iz svojih vrst, torej v Kopru bi volili predstavnika iz Kopra. Le tak poslanec bo najbolje vedel, kaj njegov kraj potrebuje, in bo odgovoren pred volivci, ki so ga izvolili, za rezultate.«
Iz državnih podjetij bi umaknili vse politično nastavljene kadre. V politiki pa bi prepovedali delovati vsem, ki so bili dejavni od osamosvojitve.
SPS bi znova uvedel nekdanjo Službo družbenega knjigovodstva (SDK) in finančno policijo, FURS pa bi lahko zasegel premoženje nezakonitega izvora. V straki se zavzemajo za »izenačitev premoženjskega standarda«, oz. poseben davek za premožnejše. Uvedli bi tudi poseben davek za tretjo nepremičnino in za plovila, daljša od šestih metrov.
Šolski sistem bi reformirali tako, da bi namesto točkovnega sistema uvedli sprejemne izpite. Študentsko delo bi ukinili, študentom pa bi se za čas študija zagotovile štipendije. Proti begu možganov bi se borili tako, da bi moral študentje po koncu študija vsaj toliko časa delati v Sloveniji, da bi povrnil finančna sredstva, vložena v svojo izobrazbo.
Zavzemajo se tudi za samooskrbo s hrano in ekološko kmetijstvo, za zaščito domačih proizvajalcev pa bi poskrbeli z uvedbo carin. Usmerili bi se v zeleno energijo, ukinili TEŠ 6 in oživili gradbeništvo.

### Dejavnost

#### Zahteva za prepoved Društva Huda jama
Zahtevo za prepoved Društva Huda jama, je SPS na ljubljansko okrožno sodišče vložila v začetku leta 2017. Po besedah generalnega sekretarja Tadeja Trček, so to storili, kot odgovor na vloženo zahtevo Romana Leljaka in Društva Huda jama po prepovedi delovanja ZZB NOB Slovenije.

#### Kampanja za umik priznanja Kosova
Dne 25. oktobra 2018 je SPS začela kampanjo za umik priznanja Republike Kosovo s strani Republike Slovenije. Kampanjo so začeli s pošiljanjem odprtega pisma predsedniku republike Borutu Pahorju, predsedniku vlade Marjanu Šarcu, vsem članom vlade in predstavnikom poslanskih skupin skupin v državnem zboru. V njem je stranka pozvala predstavnike oblasti v Sloveniji, naj se zavzamejo za umik prizanja Kosova.
Stranka v pismu ocenjuje, da je Slovenija 2008 leta storila veliko napako s priznanjem neodvisnosti dela teritorija Srbije. V pismu navajajo, da je Kosovo in Metohija nedeljivi del Srbije, kakor je tudi navedeno v resoluciji Združenih Narodov 1244. V pismu SPS Srbijo naziva za bratsko deželo, in navaja mednarodnopravne pomanjlkjivosti neodvisnosti Republike Kosovo. Trdijo, da je Kosovo »očitno instrument Zahoda« in vir nestabilnosti v regiji. Prav tako trdijo, da ta nestabilnost predstavlja nevarnost za državljane Republike Slovenije.
Ta kampanja stranke je v prvih 24 urah bila deležna pozornosti mnogih spletnih medijev v Srbiji, v Sloveniji je o akciji poročal le spletni portal Insajder, ki je z vodjo stranke opravil tudi intervju. V Srbiji so o tem odprtem pismu poročali v novicah radijske postaje Sputnik.

#### Predlog za obdavčitev verske skupnosti in ukinitev financiranja
Na začetku leta 2019 je SPS na vlado naslovila predlog, po katerem bi se obdavčilo verske skupnosti in ukinilo financiranje verskih skupnosti s strani države.

### Ideologija in nazori
SPS je stališča, da je bil Tito »največji državnik v zgodovini«. SPS nasprotuje članstvu v EU.

## Notranjeorganizacijska struktura

### Vodstvo stranke
- Tadej Trček - generalni sekretar (2016-)[3] Ruski general Mikhail Mojisev (levo) in Tadej Trček (desno)
- Igor Nemec - generalni podsekretar (2016-)[35]

### Organi stranke
- Kongres SPS
- Centralni komite SPS
- Sekretariat SPS
- Generalni sekretar SPS
- Generalni podsekretar SPS
- Sekretar SPS
- Nadzorna komisija SPS

### Regioalni odbori

#### Štajerska in Prekmurje
Na dan, 23. februarja 2019, so v Ljutomeru zbrani člani SPS iz Štajerske in Prekmurja ustanovili prvi regionalni odbor stranke. Sedež odbora je v Murski Soboti, kjer je do ustanovitve že uspešno deloval lokalni odbor. Odbor so ustanovili z namenom povezovanja "preveč razpršenega članstva v 7. in 8. volilni enoti".